# 53 Camelopardalis
53 Camelopardalis, som är stjärnans Flamsteed-beteckning, är en dubbelstjärna i den södra delen av stjärnbilden Giraffen, som också har variabelbeteckningen AX Camelopardalis. Den har en genomsnittlig kombinerad skenbar magnitud på ca 6,02 och är mycket svagt synlig för blotta ögat där ljusföroreningar ej förekommer. Baserat på parallaxmätning inom Hipparcosuppdraget på ca 11,2 mas, beräknas den befinna sig på ett avstånd på ca 290 ljusår (ca 89 parsek) från solen. Den rör sig närmare solen med en heliocentrisk radialhastighet på ca –2,2 km/s.

## Egenskaper
Primärstjärnan 53 Camelopardalis är en blå till vit Ap-stjärna i huvudserien av spektralklass A7 Vp SrCrEuSiKsn. Den har en massa som är ca 2,1 solmassor, en radie som är ca 2,4 solradier  och utsänder ca 25 gånger mera energi än solen från dess fotosfär vid en effektiv temperatur på ca 8 400 K.
53 Camelopardalis är en roterande variabel av Alfa2 Canum Venaticorum-typ (ACV), som varierar mellan visuell magnitud +5,95 och 6,08 med en period av 8,0278 dygn. Magnetfältet hos 53 Camelopardalis visar en relativt komplex struktur i kombination med varierande överskottsmönster över ytan hos element som kisel, kalcium, titan, järn och neodym. Den är en enkelsidig spektroskopisk dubbelstjärna med en omloppsperiod på 6,63 år och en hög excentricitet på 0,718.